# Canon EOS 450D
A EOS 450D (chamada EOS Rebel XSi na América do Norte e EOS Kiss X2 no Japão) é uma câmera reflex digital de 12,2 megapixels que faz parte da linha de câmeras Canon EOS. É o sucessor da EOS 400D / Digital Rebel XTi. Foi anunciado em 23 de Janeiro de 2008 e lançado em Março de 2008 e Abril de 2008 na América do Norte. Foi sucedido pelo Canon EOS 500D (Rebel T1i na América do Norte), que foi anunciado em 25 de Março de 2009.
Como suas antecessoras, ela utiliza os encaixes EF e EF-S de lentes, bem como uma grande variedade de acessórios do sistema EOS.

## Recursos
- Sensor CMOS.12.2 megapixels
- DIGIC III processador de imagem
- 14-bit A/D
- Display LCD de 3 polegadas
- Modo de exibição ao vivo
- Nove pontos AF
- Quatro modos de medição, usando 35-zonas: pontual, parcial, central ponderada média, e de avaliação de medição.[5]
- Flash incorporado
- Optimizador de iluminação
- Sistema de limpeza integrado EOS
- sRGB e Adobe RGB espaços de cor
- ISO 100-1600 (Botão ISO separado semelhante à série profissional Canon EOS-1D)
- Disparo continuo de até 3,5 imagens por segundo (53 imagens (JPEG), 6 imagens (em bruto))
- Lentes Canon EF/EF-S
- Canon Speedlites EX
- Saida de video PAL/NTSC
- SD e SDHC cartão de memória
- Disponibiliza os formatos de arquivo: JPEG, raw (14-bit, Canon)
- Raw e JPEG em gravação simultânea
- USB 2.0 interface
- LP-E5 bateria
- Peso aproximado 0.475 kg